# Daniel Andrada
Daniel Andrada Jiménez (Madrid, 15 de julio de 1975) es un deportista español que compitió en escalada. Ganó una medalla de oro en el Campeonato Mundial de Escalada de 1997, en la prueba de velocidad.

## Palmarés internacional
| Campeonato Mundial | Campeonato Mundial | Campeonato Mundial | Campeonato Mundial |
| Año                | Lugar              | Medalla            | Prueba             |
| ------------------ | ------------------ | ------------------ | ------------------ |
| 1997               | París (Francia)    | Medalla de oro     | Velocidad          |